# Баухаус 7 (уметничка група)
„Баухаус 7“ је српска уметничка група формирана у Београду 1981. а која је оставила значајног трага у југословенској популарној култури, нарочито у стрипу.

## Историјат
Група је зачета у Београду, у јесен 1981, а чинили су је млади стрипски уметници (већином тадашњи студенти архитектуре) Зоран Туцић, Вујадин Радовановић, Раде Товладијац и Саша Живковић. У периоду 1983-1984. ови цртачи почињу интензивно да сарађују са сценаристима Љуаном Коком, Александром Тимотијевићем и Марком Фанчовићем, а нешто касније и са Мирославом Марићем.
Уредник Момчило Рајин је раздобљу 1984-1990, у YU стрип магазину и другим издањима „Дечјих новина“ објавио неколико већих серијала ове групе: „Ворлох“, „Нити снова о моћи“, „Људи за звезде“, „Црно злато“, „Shine on You Crazy Diamond“, „Пројекат Ускрснуће“, „Џо XX“, „Чувари заборављеног времена“... 
Мада се у 1990-им назив групе више не користи у потписивању, чланови групе настављају да раде заједно. Поред бављења другим уметничким облицима наставили су да раде професионално на стрипу, по сценаријима Светозара Обрадовића, Зорана Стефановића, Мишела Дифрана, Дарка Мацана и других писаца.
Радови су им објављивани у Европи и Америци: стрипови „Трећи аргумент“ по Милораду Павићу, „Кандид“ по Волтеру, као и бројни мултимедијални радови, филмови, илустрације итд.